# Ninus insignis
Ninus insignis är en insektsart som beskrevs av Carl Stål 1860. Ninus insignis ingår i släktet Ninus och familjen Ninidae. Inga underarter finns listade i Catalogue of Life.